# Ermita de la Virgen del Buen Suceso (Sagunto)
La Ermita de la Virgen del Buen Suceso o Ermita de Nuestra Señora del Buen Suceso (en valenciano, Ermita de la Mare de Déu del Bon Succés) es una ermita ubicada en Sagunto (España).

## Historia
La ermita fue fundada a finales del siglo XIX por los vecinos de Santa Anna. Sin embargo, fue restaurada posteriormente en 2012, volviendo a estar pintada de color ocre.

## Edificio
El edificio consiste en una pequeña capillita de planta rectangular. Su fachada se divide en dos partes: la inferior y la superior. La inferior viene ocupada casi en su totalidad por la gran puerta adintelada de hojas de madera. La superior engloba la espadaña de arco gótico. Bajo el hueco de la campana hay un zócalo cerámico fechado en 1951 representando a Nuestra Señora del Buen Suceso. El interior es rectangular, muy reducido, con el fondo en semicírculo. La imagen de la Virgen se halla sobre un sencillo altar.